# Mehcad Brooks
Mehcad Jason McKinley Brooks (ur. 25 października 1980 w Austin) – amerykański aktor telewizyjny i filmowy, producent, asystent reżysera, były model.

## Życiorys
Urodził się i dorastał w Austin w Teksasie jako syn Alberty Phillips, redaktorki „Austin American-Statesman”, i Williama McKinleya „Billy’ego” Brooksa III, byłego zawodnika futbolu amerykańskiego na pozycji wide receiver w National Football League. Jego ojczymem był prawnik Gary Bledsoe. Miał brata Billy’ego. W wieku 15 lat zaczął występować w szkolnych i lokalnych sztukach. Po ukończeniu szkoły średniej L.C. Anderson High School w 1999, uczęszczał do School of Cinema-Television Uniwersytetu Południowej Kalifornii. Znakomity w sporcie szkolnym, został nazwany stanowym koszykarzem, lecz jednak odrzucił stypendia koszykarskie i oferty szkół Ivy League za wyjazd do USC. Następnie wyjechał, aby zapoczątkować karierę aktorską.
W latach 2005–2006 grał postać Matthew Applewhite w serialu ABC Gotowe na wszystko (Desperate Housewives). W 2010 pracował jako model dla linii bielizny Calvina Kleina. W lipcu 2010 pojawił się w magazynie „GQ” z Emanuelą de Paulą. 20 października 2017 wydał swój debiutancki singiel „Tears Away”. 

## Filmografia

### Filmy
- 2002: Radimi: Who Stole the Dream jako Radimi Wadkins
- 2003: A Token for Your Thoughts jako The Jock (krótkometrażowy)
- 2006: Droga sławy (Glory Road) jako Harry Flournoy
- 2007: W dolinie Elah (In the Valley of Elah) jako specjalista Ennis Long
- 2008: Fly Like Mercury jako Hutch
- 2010: Wygrać miłość (Just Wright) jako Angelo Bembrey
- 2011: Creature (In the Valley of Elah) jako Niles
- 2012: Magic: The Gathering - The Musical jako Doug (krótkometrażowy)
- 2014: Ta ostatnia noc (About Last Night) jako Derek
- 2015: Adulterers jako Damien
- 2018: Nie ma jak u siostry (Nobody's Fool) jako Charlie
- 2020: Upadek Grace (A Fall from Grace) jako Shannon Delong/Maurice Mills
- 2021: Mortal Kombat jako Jackson „Jax” Briggs
- 2025: Mortal Kombat II jako Jackson „Jax” Briggs

### Seriale
- 2002: Wczoraj jak dziś (Do Over) jako Shawn Hodges (gościnnie)
- 2002: Zwariowany świat Malcolma (Malcolm in the Middle) jako Big Kid (gościnnie)
- 2003: Boston Public jako Russell Clark (gościnnie)
- 2003: One on One jako Mustafa (gościnnie)
- 2003: Dowody zbrodni (Cold Case) jako Herman Lester (gościnnie)
- 2005 – 2006: Gotowe na wszystko (Desperate Housewives) jako Matthew Applewhite
- 2006: Zaklinacz dusz (Ghost Whisperer) jako Justin Cotter (gościnnie)
- 2007 – 2008: K-Ville jako Vin Bear (gościnnie)
- 2008: Zasady gry (The Game) jako Jerome „Jerry” Wright  (gościnnie)
- 2008 – 2010: Czysta krew (True Blood) jako Benedict „Eggs” Talley (gościnnie)
- 2009: Dollhouse jako Sam Jennings (gościnnie)
- 2010: The Deep End jako Malcolm Bennett (gościnnie)
- 2010: My Generation jako Rolly Marks
- 2011: Prawo i porządek: sekcja specjalna (Law & Order: Special Victims Unit) jako Prince Miller (gościnnie)
- 2011: Alcatraz jako Matt Tanner (gościnnie)
- 2011 – 2013: Nie ma lekko (Necessary Roughness) jako Terrence King (gościnnie)
- 2014: Benched jako George Grumbeigh Jr. (gościnnie)
- 2015 – 2021: Supergirl jako James Olsen
- 2022: Prawo i porządek: Przestępczość zorganizowana (Law & Order: Organized Crime) jako detektyw Jalen Shaw
- 2022: Prawo i porządek: sekcja specjalna (Law & Order: Special Victims Unit) jako detektyw Jalen Shaw
- 2022 – 2025: Prawo i porządek (Law & Order) jako detektyw Jalen Shaw
- 2025: I tak po prostu (And Just Like That...) jako Marion Odin (gościnnie)